# Xerosaprinus effusus
Xerosaprinus effusus är en skalbaggsart som först beskrevs av Thomas Casey 1916.  Xerosaprinus effusus ingår i släktet Xerosaprinus och familjen stumpbaggar. Inga underarter finns listade i Catalogue of Life.